# Маврици Кабат

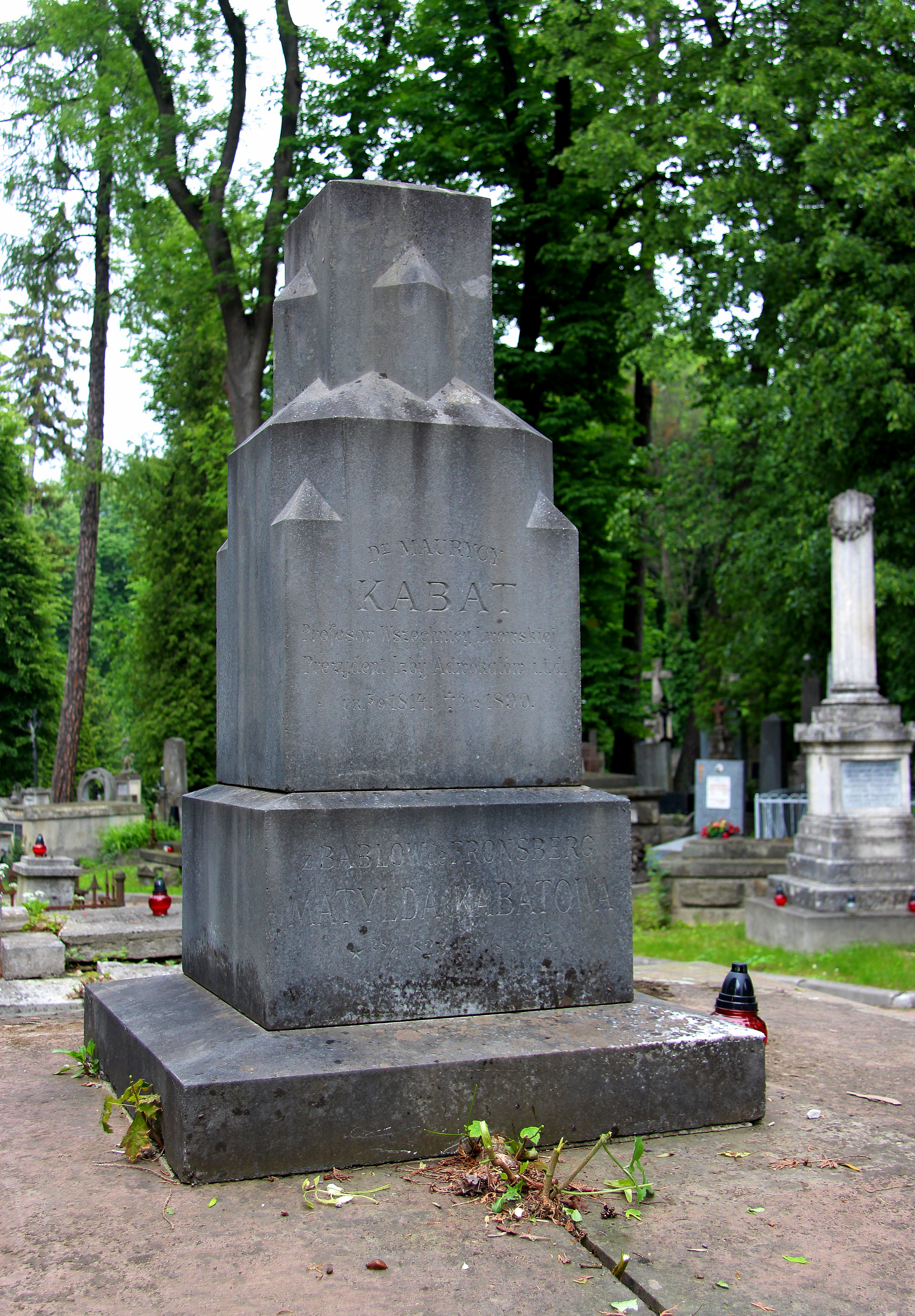

Маврици Кабат (пол. Maurycy Kabat; 5 вересня 1814, Самбір — 9 грудня 1890, Львів) — польський правник, професор і ректор Львівського університету (1874—1875).

## Життєпис
Від 1829 року був ад'юнктом політично-правових студій у Львівському університеті. Від 1867 року керував кафедрою цивільного процесу. Того ж року став звичайним професором, а в 1874—1875 роках був ректором університету. У 1865—1876 роках — депутат до Галицького крайового сейму, в 1870—1879 роках належав до Райхсрату.
Помер у Львові, похований у гробівці родин Кабатів та баронів Чеховичів на 69 полі Личаківського цвинтаря.

## Праці
- «Postępowanie sądowe w sprawach drobiazgowych» (Львів 1873),
- «O prawie cywilnym» (Краків 1881),
- «O dowodach w procesie cywilnym z uwzględnieniem nowych reform ustrojowych» (Львів 1882).

## Нагороди
- Орден Залізної Корони ІІІ ступеня (1874)[1]